# Silja ou Une brève destinée
Silja ou Une brève destinée (Nuorena nukkunut) est un roman de l'écrivain finlandais et Prix Nobel de littérature Frans Eemil Sillanpää, publié en 1931. Il est considéré comme son roman le plus abouti et le plus réussi.

## Résumé
Le roman s'ouvre sur la mort d'une jeune et belle servante orpheline de 22 ans, Silja Salmelus. Elle est la dernière de sa lignée et, malgré la modestie de sa condition, l'extinction de sa famille voit se répéter les mêmes traits mélancoliques que dans les plus illustres dynasties.
Le roman est divisé en deux parties, la première est consacrée au père de Silja, Kuusta Salmelus, seul héritier du domaine prospère de Salmelus, et la seconde se consacre à la vie de Silja proprement dite.
Le récit démarre à la fin du XIXe siècle et se déroule en Tavastie, en Finlande centrale. Kustaa est le fils unique de la famille Salmelus, une famille de riches paysans possédant un domaine avec des tenures et de nombreux serviteurs. Jeune homme, il perd sa mère et tombe amoureux d'une servante appelée Hilma originaire d'un hameau appelé Plihtari. Inquiet pour l'avenir de son domaine et dégoûte par la modeste condition de l'amante de son fils, le père de Kustaa fait venir sa sœur de la ville afin de tenter de mettre fin, en vain, à l'amour naissant entre les deux jeunes gens. Désespéré, il se laisse mourir seul dans une des granges du domaine. La tante est chassée. Kustaa et Hilma se marient et héritent de Salmelus. Ils ont trois enfants mais seule Silja survit aux conditions matérielles de plus en plus défavorables du couple, incapable de gérer correctement l'exploitation. Acculé de dettes et victime des projets d'un député à la Diète, Roivala, qui souhaite mettre la main sur Salmelus, Kustaa finit par être contraint de vendre la terre de ses ancêtres.
La famille déménage plus au Sud. Hilma, affaiblie par la mort de ses deux enfants et par la maladie, meurt dans leur nouvelle maison au bord d'un lac, laissant Silja seule avec son père. Kustaa et elle entretiennent alors une relation fusionnelle et intense. Kustaa finit par mourir alors que Silja est au catéchisme à quelques kilomètres de chez eux, la laissant orpheline. 
Malgré son héritage confortable, Silja travaille comme servante dans diverses fermes. Elle rencontre un premier garçon, Oskar, avec qui elle se rapproche et pour lequel elle s'obsède. Elle est également victime une nuit d'une agression sexuelle dans sa chambre par le beau-frère de la propriétaire, Ville. Alors que la guerre civile finlandaise éclate, pour échapper aux troubles secouant les campagnes, Silja quitte la ferme où elle travaillait pour rentrer au service d'un professeur ayant une villa plus au Sud : Rantoo. Elle y rencontre l'amour de sa vie, Armas, séjournant l'été près de son lieu de travail. 
Après avoir troublé la jeune fille, ils finissent par consommer leur amour dans une grange après un bal.
Le lendemain, il est rappelé d'urgence à la ville par l'état de santé de sa mère, ne laissant à Silja que l'intensité d'un beau souvenir amoureux.
La jeune femme tombe gravement malade et on la pense condamnée. Le professeur paye pour sa convalescence et, bientôt, elle se rétablit.
L'automne rappelle cependant le professeur à Helsinki et Silja doit trouver un nouveau travail. C'est dans une ferme sans charme et de moindre tenue qu'elle devient vachère.
La guerre civile finlandaise finit par éclater et la ferme se situe en territoire contrôlé par les Gardes rouges. Un soir, deux jeunes Blancs arrivent à la ferme et demandent de l'aide pour atteindre le front sans être aperçus. Silja les guide à travers la forêt mais, à son retour, elle est interrogée par les Gardes rouges et n'échappe aux ennuis que par l'entremise de la femme du Chef d'État-Major. Elle assiste aussi aux préparatifs d'une exécution sommaire d'un paysan propriétaire.
Lorsque les Blancs prirent le contrôle du territoire, elle sera accusée de complicité dans le meurtre de ce propriétaire et évite une exécution sommaire de justesse, lorsque l'un des deux hommes qu'elle avait guidé dans la forêt pour rejoindre le front intervient pour prendre sa défense.
Elle apprend qu'Armas, à qui elle avait pensé toute l'année est gravement blessé. Sans savoir où il se trouve, il lui manque désormais une jambe et un poumon et sa survie ne semble pas assurée.
Pour la seconde et la dernière fois dans sa vie, elle contracte une pneumonie qui lui est fatale. Elle meurt à 22 ans.

## Réception
Le livre est rapidement devenu un classique en Finlande et les descriptions de la vie quotidienne des Finlandais ruraux furent particulièrement saluées. Le texte est souvent comparé avec La Femme du Pasteur de Juhani Aho et les descriptions de la campagne finlandaises rappellent celles de Johan Ludvig Runeberg.
Le roman fut traduit entre 1931 et 1940 en 17 langues, dont le français. La traduction suédoise de 1939 est réputée avoir été décisive dans l'obtention du Prix Nobel de littérature à Frans Emil Sillanpää. En Allemagne comme en Suède, Silja ou Une brève destinée fut un succès commercial.

## Adaptations
Le roman a été adapté deux fois au cinéma : 
- 1937 : Nuorena nukkunut (fi) réalisé par Teuvo Tulio avec Regina Linnanheimo dans le rôle de Silja Salmelus;
- 1956 : Silja – nuorena nukkunut (fi) réalisé par Jack Witikka (en).

## Sources
Le contenu de cette page provient en partie de la traduction de la page finlandaise équivalente. 
1. ↑  (fi) Rajala, Panu., Siljan synty : F.E. Sillanpää vuosina 1923-1931, Helsinki, Suomalaisen Kirjallisuuden Seura, 1988 (ISBN 978-951-717-521-0, OCLC 18859405, lire en ligne), p. 247
2. ↑  (fi) Rajala, Panu., Siljan synty : F.E. Sillanpää vuosina 1923-1931, Helsinki, Suomalaisen Kirjallisuuden Seura, 1988 (ISBN 978-951-717-521-0, OCLC 18859405, lire en ligne), p. 251
3. ↑  (fi) Rajala, Panu., Siljan synty : F.E. Sillanpää vuosina 1923-1931, Helsinki, Suomalaisen Kirjallisuuden Seura, 1988 (ISBN 978-951-717-521-0, OCLC 18859405, lire en ligne), p. 257-258